# Mirko Deflorian
Mirko Deflorian (Cavalese, 19 maggio 1980) è un ex sciatore alpino italiano naturalizzato moldavo nel 2010, specialista dello slalom gigante.

## Biografia

### Stagioni 1996-2005
Originario di Tesero e attivo in gare FIS dal dicembre del 1995, Deflorian esordì in Coppa Europa il 13 dicembre 1997 a Obereggen in slalom speciale (43º) e conquistò i piazzamenti nei primi dieci nella stagione 2002-2003.
L'esordio in Coppa del Mondo avvenne il 28 febbraio 2004, quando arrivò 21º nello slalom gigante di Kranjska Gora. Sempre nel 2004 ottenne nella medesima specialità la prima vittoria, nonché primo podio, in Coppa Europa, il 1º dicembre a Levi, e i suoi migliori piazzamenti in Coppa del Mondo: il 12 dicembre fu 5º a Val-d'Isère e il 19 fu 6º in Alta Badia. Nella stessa annata esordì ai Campionati mondiali (nella rassegna iridata di Bormio/Santa Caterina Valfurva 2005 non concluse lo slalom gigante) e chiuse la stagione di Coppa Europa al 9º posto nella classifica generale e al 6º in quella di slalom gigante

### Stagioni 2006-2009

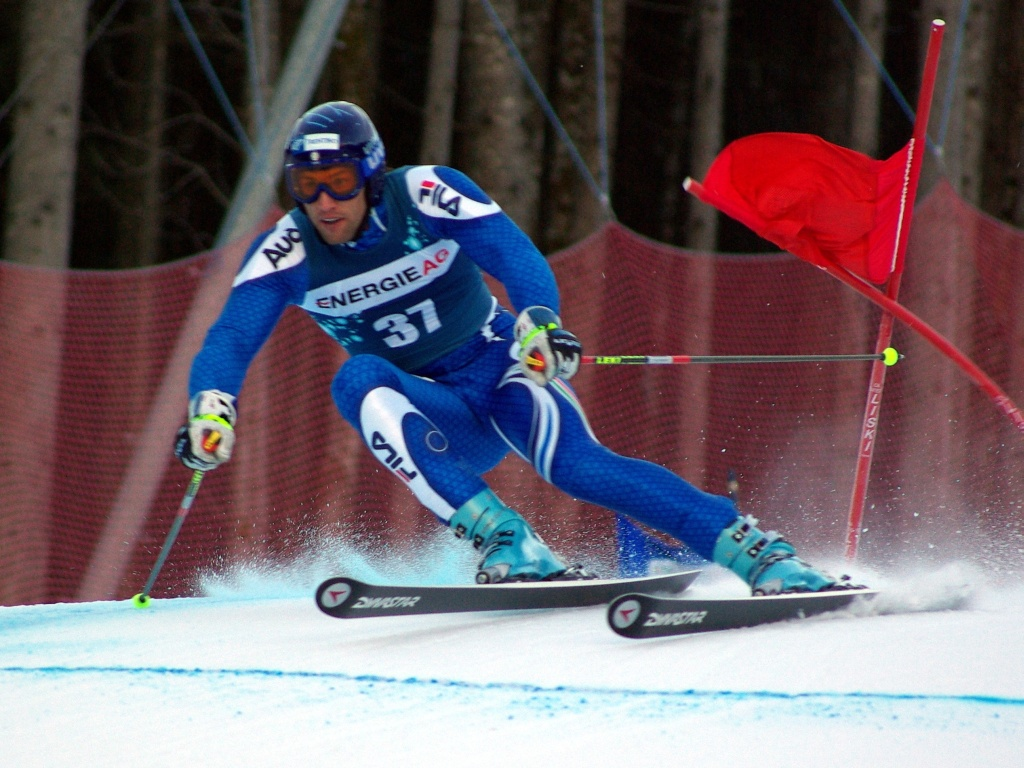
Mirko Deflorian impegnato in uno slalom gigante di Coppa Europa a Hinterstoder nel 2008

Gli anni successivi, a livello di Coppa del Mondo, furono difficili: le poche gare disputate tra l'ottobre 2005 e il marzo 2007 portarono infatti solo un 15° e due 29° posti come piazzamenti a punti. Il 10 gennaio 2008 conquistò a Hinterstoder in supergigante la sua ultima vittoria, nonché ultimo podio, in Coppa Europa.
Il 19 febbraio 2008, dopo aver partecipato allo slalom gigante dei Campionati italiani juniores, l'atleta fiemmese risultò positivo a un metabolita della cocaina durante un controllo antidoping. Dichiaratosi innocente, fu in un primo tempo assolto dalla commissione di Giustizia e disciplina di 2º grado della FISI, ma il 15 dicembre il Tribunale Nazionale Antidoping squalificò Deflorian per diciotto mesi, con decorrenza dal 19 febbraio precedente.

### Stagioni 2010-2013
Scontata la squalifica, Deflorian tornò alle gare il 9 novembre 2009 nello slalom speciale di Coppa Europa di Reiteralm. Da allora prese parte a gare di Coppa Europa, Campionati italiani e FIS, senza ottenere risultati di rilievo. Nell'agosto 2010 ottenne la cittadinanza moldava; entrato a far parte della Nazionale di sci alpino della Moldavia, come già aveva fatto nel 2006 lo svizzero Urs Imboden, disputò i Mondiali di Garmisch-Partenkirchen 2011, dove fu 33º nella discesa libera, 14º nella supercombinata e non concluse supergigante e slalom gigante.
Ai Mondiali di Schladming 2013, suo congedo iridato, non concluse lo slalom gigante. Si ritirò al termine di quella stessa stagione 2012-2013: la sua ultima gara in Coppa del Mondo fu lo slalom gigante di Kranjska Gora del 9 marzo, che non completò, e la sua ultima gara in carriera fu lo slalom gigante dei Campionati italiani 2013, disputato il 20 marzo a Pozza di Fassa e chiuso da Deflorian al 18º posto.

## Palmarès

### Coppa del Mondo
- Miglior piazzamento in classifica generale: 67º nel 2005

### Coppa Europa
- Miglior piazzamento in classifica generale: 9º nel 2005
- 7 podi:
  - 4 vittorie
  - 1 secondo posto
  - 2 terzi posti

#### Coppa Europa - vittorie
| Data             | Località     | Paese     | Specialità |
| ---------------- | ------------ | --------- | ---------- |
| 1º dicembre 2004 | Levi         | Finlandia | GS         |
| 2 dicembre 2004  | Levi         | Finlandia | GS         |
| 24 dicembre 2004 | San Vigilio  | Italia    | GS         |
| 10 gennaio 2008  | Hinterstoder | Austria   | SG         |

Legenda:

SG = supergigante

GS = slalom gigante

### Campionati italiani
- 4 medaglie[1]:
  - 2 argenti (combinata nel 2004; combinata nel 2010)
  - 2 bronzi (slalom gigante nel 2004; supercombinata nel 2007)